# Lago Tremorgio
Der Lago Tremorgio ist ein auf 1820 m ü. M. gelegener Bergsee oberhalb von Rodi-Fiesso in der Gemeinde Quinto im Schweizer Kanton Tessin.
Eine 1966 erbaute und 1999 erneuerte Seilbahn führt in fünf Minuten von Rodi-Fiesso zur Schutzhütte Capanna Tremorgio nahe dem See. Er ist ein beliebter Ausgangspunkt für Wanderungen in die Leventina und über den Passo del Campolungo ins Val Lavizzara, einem Seitental des oberen Maggiatals.
Obwohl der Lago Tremorgio kein eigentlicher Speichersee ist, wird ein Teil seines Wassers im 850 Meter tiefer liegenden Kraftwerk Tremorgio in der Ortschaft Rodi-Fiesso zur Stromerzeugung genutzt. Früher wurde sogar eine kleine Staumauer gebaut, die heute aber nicht mehr benutzt wird. Der Untergrund eignete sich nicht, und es gab grosse Wasserverluste durch Sickerung in den Boden.

## Geographie

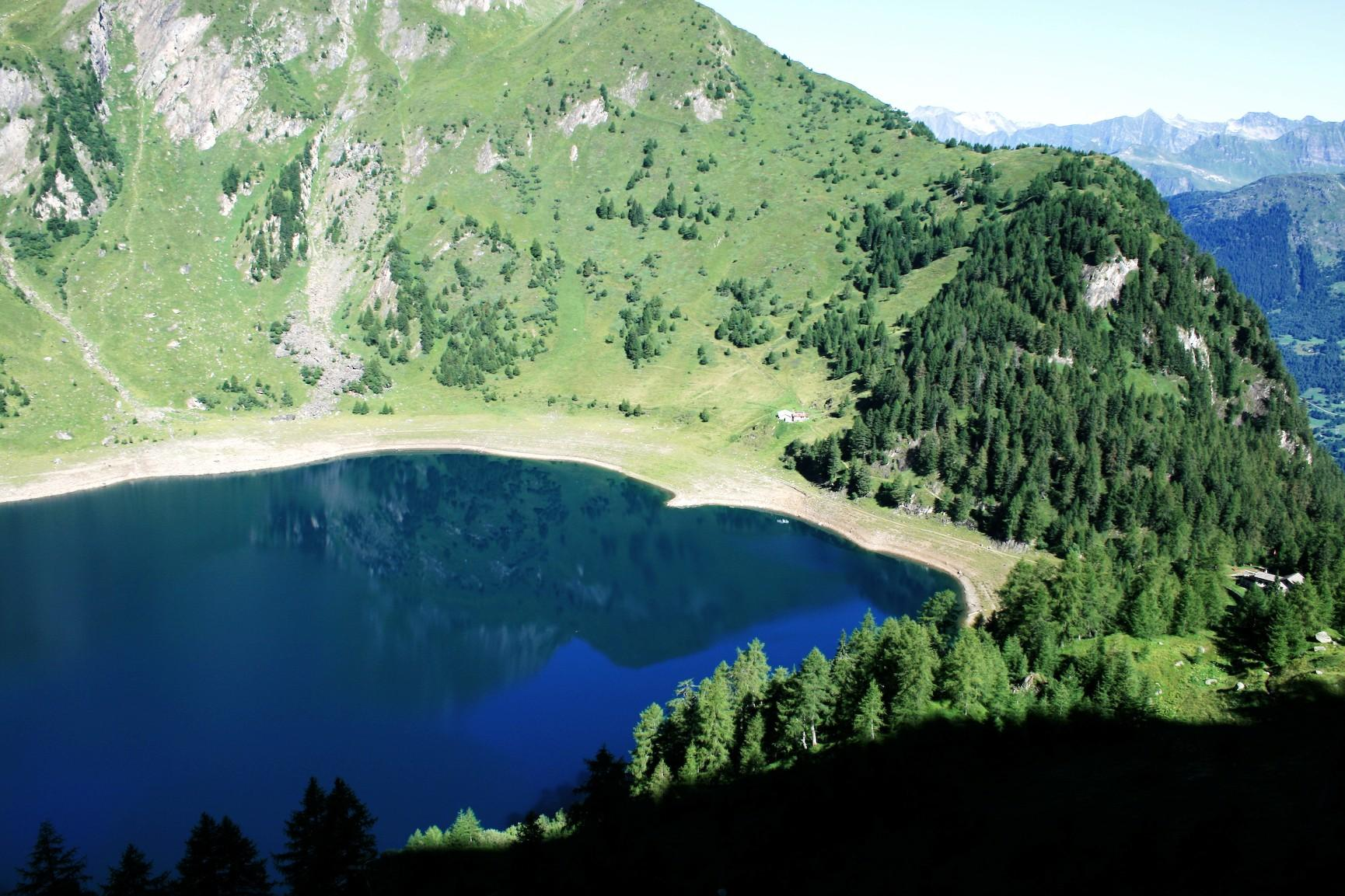
Lago Tremorgio mit hohem Wasserspiegel

Der Lago Tremorgio liegt in einer Mulde in den Tessiner Alpen, eingefasst von den Gipfeln Pizzo di Mezzodì, Poncione di Tremorgio, Pizzo Meda und Cima di Filo.
Er liegt in kalkigem Bündnerschiefer aus dem Mesozoikum, der dem unteren Penninikum zugeordnet wird. Das Gestein wird am Seeufer meist von Hangschutt und am Seeabfluss von einer grösstenteils erodierten Grundmoräne verdeckt. Der Untergrund neigt zur Versickerung, weshalb der Pegel heute tiefer liegt. Auf den aktuellen Karten des Bundes (Stand 2024) wird die Höhe mit 1820 m ü. M. und die maximale Tiefe mit 50 Metern angegeben. Auf der Karte von 2011 waren es noch 1827 m ü. M., was einer Tiefe von 57 Metern entspricht, und Karten bis in die 1990er-Jahre geben 1830 m ü. M. an.
So entwässert, bedingt durch den tieferen Wasserstand, der Riale di Tremorgio durch einen Kanal unterirdisch den See. Über den ehemaligen Abfluss führt ein neu angelegter Wanderweg, der rund um den See führt, teilweise über ehemaligen Seegrund. Der Riale di Tremorgio ist auch der mit Abstand grösste Zufluss des Bergsees. Er entspringt dem Lago di Leìt unterhalb des Pizzo Campolungo und nimmt einen grossen Teil des 5,55 km² grossen Einzugsgebiets ein. Neben ihm speisen nur kurze Bergbäche den Lago Tremorgio.

## Einzelnachweise

Werner Friedli (Fotograf): Lago Tremorgio und Pizzo Campo Tencia, historisches Luftbild (1954)